# Sofiivka, Ohtîrka
Sofiivka (în ucraineană Софіївка) este un sat în așezarea urbană Ciupahivka din raionul Ohtîrka, regiunea Sumî, Ucraina.

## Demografie
Componența lingvistică a localității Sofiivka
     Ucraineană (100%)
Conform recensământului din 2001, toată populația localității Sofiivka era vorbitoare de ucraineană (100%).